# Kitsuné
Kitsuné  también conocida como Kitsuné Music es una compañía discográfica francesa fundada en 2002 por Gildas Loaëc y Masaya Kuroki, la cual se especializa en el rock y principalmente en la electrónica.
El nombre de la discográfica proviene del japonés (きつね) Kitsune, que le hace referencia al zorro.
También la discográfica tiene una empresa de ropa abierta el mismo año en que se fundó la discográfica, inicialmente se llamaba como la discográfica pero actualmente su nombre de la compañía es "Maison Kitsuné".

## Algunos artistas de la discográfica
- Crystal Fighters
- Delphic
- Fischerspooner
- Hadouken!
- I Scream Ice Cream
- La Roux
- MS MR
- Simian Mobile Disco
- Two Door Cinema Club
- You Love Her Coz She's Dead